# Daikondi
Daikondi (também Daykondi ou Daykundi; em persa: دایکندی, transl. Dāykondī) é uma província do Afeganistão. Sua capital é a cidade de Khadir, e sua população é de 399.600 habitantes.
O nome se refere à unidade militar de Gengis Khan, conhecida como os Dez Cavaleiros (Deh, "Dez", e Kundi, "Os Dez de Kundi"). Foi fundada em 28 de março de 2004, quando foi criada a partir dos distritos isolados e dominados pelos hazara do norte da província de Oruzgan, no sul. Localiza-se a cerca de 310 quilômetros de Cabul, e pertence à região Hazarajat.
A capital de Daikondi é o distrito de Nili. Sua população é composta majoritariamente por hazaras, diferentemente dos pachtuns em Oruzgan. Até 2006, o distrito de Gizab era o único distrito da província com uma maioria populacional pachtun, porém em maio de 2006 o governo afegão passou Gizab para a província de Oruzgan, ao sul (embora isto não seja refletido na maioria dos mapas disponíveis).
Tanto o governo do Afeganistão, quanto ONGs, as Nações Unidas e a Força Internacional de Assistência para Segurança da OTAN são pouco representada em Daikondi, devido ao seu isolamento e a graves problemas de segurança na região. Como resultado, a maior parte da província é governada por anciões de cada uma das vilas, que implementam seus códigos tribais, e insurgentes do Talibã.
Em dezembro de 2008 Azra Jafari foi nomeada prefeita de Nili, capital da província, pelo presidente afegão, Hamid Karzai, tornando-se assim a primeira mulher a ocupar um cargo semelhante no país.
A província é conhecida por suas amêndoas de alta qualidade, encontradas por todo o país.

## Distritos
| Distrito    | Capital | População | Área | Notas                                                                                  |
| ----------- | ------- | --------- | ---- | -------------------------------------------------------------------------------------- |
| Ishtarlay   |         |           |      | Criado em 2004 a partir do distrito de Daikondi                                        |
| Kajran      |         |           |      | Transferido do da província de Orūzgān em 2004                                         |
| Khedir      |         |           |      | Criado em 2004 a partir da província de Daikondi                                       |
| Kiti        |         |           |      | Transferido da província de Orūzgān e criado dentro do distrito de Kajran, em 2004     |
| Miramor     |         |           |      | Transferido da província de Orūzgān e criado dentro do distrito de Shahristan, em 2004 |
| Nili        |         |           |      | Criado em 2004 no distrito de Daikondi                                                 |
| Sangi Takht |         |           |      | Criado em 2004 no distrito de Daikondi                                                 |
| Shahristan  |         |           |      | Transferido da província de Orūzgān em 2004                                            |